# Großfischlingen
Großfischlingen település Németországban, Rajna-vidék-Pfalz tartományban. Lakosainak száma 616 fő (2023. december 31.).

## Népesség
A település népességének változása:
| Lakosok száma | 391  | 610  | 611  | 598  | 595  | 616  |
|               | 1975 | 2017 | 2019 | 2021 | 2022 | 2023 |